# 粒笋螺
粒笋螺（学名：Terebra pereoa），是新腹足目笋螺科笋螺属的一种。主要分布于中国大陆，常栖息在潮下带。